# スヴャトスラフ・オリゴヴィチ (ルィリスク公)
スヴャトスラフ・オリゴヴィチ（ロシア語: Святослав Ольгович、1167年 - ?）は、ノヴゴロド・セヴェルスキー公オレグの子である。聖名ボリス。ルィリスク公（在位期間は不明）。
スヴャトスラフは1167年に生まれた。1183年の春と冬にポロヴェツ族への遠征に参加した。1185年にもおじのイーゴリの率いる遠征軍に参加したが、敗れて捕虜となった。一般に、スヴャトスラフのその後の詳細は不明であると論じられているが、後にルーシに帰還し、1196年から再びルィリスク公となったとみなす説もある。
作家のA.M.ドミニンは、『イーゴリ軍記』の作者はスヴャトスラフであるという仮説を立てている。

## 妻子
妻の名はエヴドキヤ。クルスク公オレグとルィリスク公ムスチスラフを、スヴャトスラフの子とみなす説がある。